# Fonfría (Zamora)
Fonfría es un municipio y localidad española de la provincia de Zamora, en la comunidad autónoma de Castilla y León.
Se encuentra ubicado en la comarca de Aliste, al oeste de la provincia de Zamora, junto a la frontera con Portugal. El municipio está formado por las localidades de Arcillera, Bermillo de Alba, Brandilanes, Castro de Alcañices, Ceadea, Fonfría, Fornillos, Moveros y Salto de Castro.
Su núcleo de población conserva muestras de su arquitectura tradicional en piedra, siendo su principal edificio la iglesia parroquial de Santa María Magdalena, construida en 1971. Al norte del municipio se encuentra el denominado Poblado, lugar construido hace décadas por la empresa Iberduero para alojar a los trabajadores durante la construcción del Salto de Castro.
La biodiversidad de una parte de su término municipal ha sido protegida por la Unesco con la figura de reserva de la biosfera transfronteriza bajo la denominación de Meseta Ibérica, por la Unión Europea con la Red Natura 2000 y por la comunidad autónoma de Castilla y León con la figura de parque natural, en estas dos últimas bajo la denominación de Arribes del Duero. La triple protección de este espacio natural busca preservar sus valores naturales, de gran valor paisajístico y faunístico, en el que destaca la presencia de aves como el buitre leonado, la cigüeña negra, el halcón peregrino, el alimoche, la chova piquirroja, el búho real, el águila real y el águila perdicera. Además, la notable conservación de este territorio le ha convertido en las últimas décadas en un punto de referencia del turismo de naturaleza.

## Toponimia
La primera parte de este topónimo, «fon» deriva del vocablo latino fons, fontis que con significado de fuente se mantuvo posteriormente en asturleonés. Por tanto, su nombre significa ‘fuente fría’, en alusión a una antigua fuente de aguas puras, frescas y cristalinas, hoy tapada debido al trazado de la carretera N-122.

## Geografía

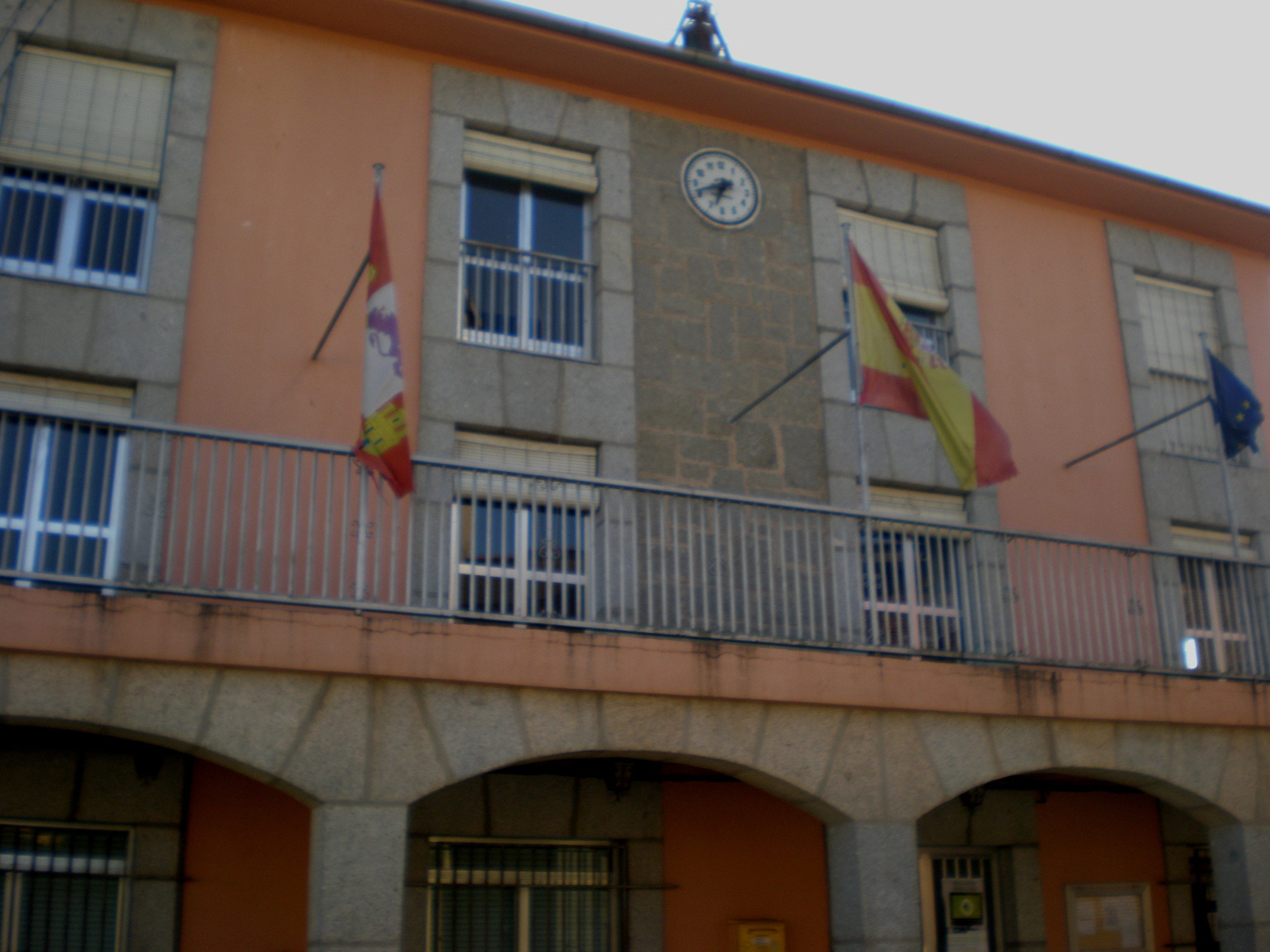
Casa consistorial

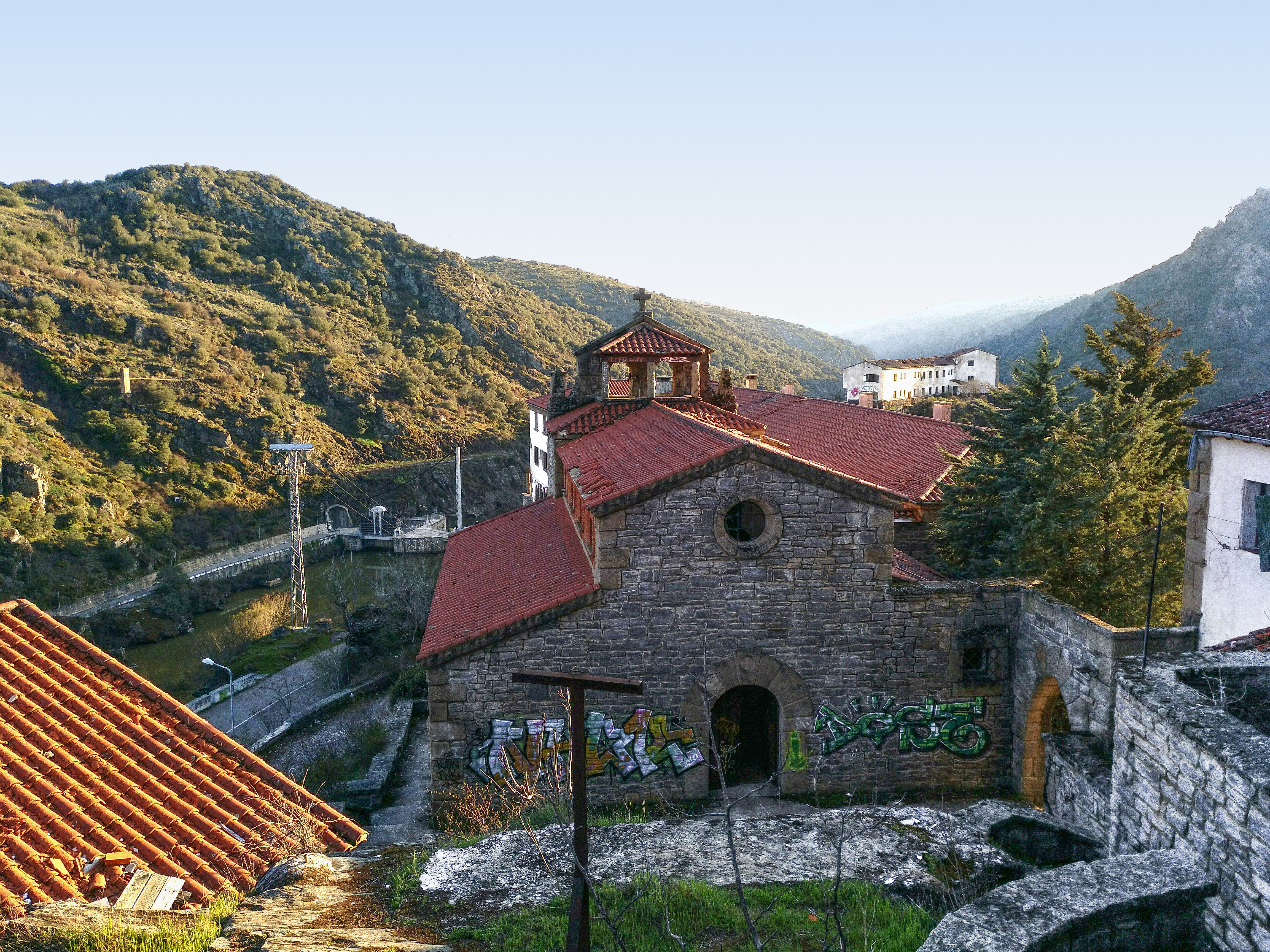
Poblado del Salto de Castro

Integrado en la comarca de Aliste, se sitúa a 38 kilómetros de la capital provincial. El término municipal está atravesado por la carretera nacional N-122, entre los pK 492 y 512, y por las carreteras provinciales ZA-321, que se dirige a Pino del Oro, y ZA-902, que conecta con Losacio, además de por carreteras locales que permiten la comunicación con Videmala, Carbajales de Alba, Samir de los Caños, Gallegos del Río, Rabanales y con la frontera con Portugal.
El relieve del municipio está definido por un altiplano con algunas elevaciones que ocupa el espacio entre el río Aliste y el río Duero. Un pequeño tramo del río Duero hace de límite por el sur con Villadepera en el embalse de Castro, dentro del Parque Natural de Arribes del Duero. Al suroeste, la sierra de Bozas hace de frontera natural con Portugal. La altitud oscila entre los 899 metros al suroeste, en la frontera con Portugal, y los 638 metros a orillas del río Duero, en el embalse de Castro. El pueblo se alza a 809 metros sobre el nivel del mar.
| Noroeste: Rabanales         | Norte: Samir de los Caños       | Noreste: Losacino       |
| Oeste: Alcañices y Portugal |                                 | Este: Videmala          |
| Suroeste: Portugal          | Sur: Villadepera y Pino del Oro | Sureste: Muelas del Pan |

### Clima
De acuerdo a los datos de la tabla a continuación y a los criterios de la clasificación climática de Köppen modificada Fonfría tiene un clima de tipo Csa (templado con verano seco y caluroso).
| Parámetros climáticos promedio de Fonfría (Salto de Castro) en el periodo 1961-2003 | Parámetros climáticos promedio de Fonfría (Salto de Castro) en el periodo 1961-2003 | Parámetros climáticos promedio de Fonfría (Salto de Castro) en el periodo 1961-2003 | Parámetros climáticos promedio de Fonfría (Salto de Castro) en el periodo 1961-2003 | Parámetros climáticos promedio de Fonfría (Salto de Castro) en el periodo 1961-2003 | Parámetros climáticos promedio de Fonfría (Salto de Castro) en el periodo 1961-2003 | Parámetros climáticos promedio de Fonfría (Salto de Castro) en el periodo 1961-2003 | Parámetros climáticos promedio de Fonfría (Salto de Castro) en el periodo 1961-2003 | Parámetros climáticos promedio de Fonfría (Salto de Castro) en el periodo 1961-2003 | Parámetros climáticos promedio de Fonfría (Salto de Castro) en el periodo 1961-2003 | Parámetros climáticos promedio de Fonfría (Salto de Castro) en el periodo 1961-2003 | Parámetros climáticos promedio de Fonfría (Salto de Castro) en el periodo 1961-2003 | Parámetros climáticos promedio de Fonfría (Salto de Castro) en el periodo 1961-2003 | Parámetros climáticos promedio de Fonfría (Salto de Castro) en el periodo 1961-2003 |
| Mes | Ene.                                                                                | Feb.                                                                                | Mar.                                                                                | Abr.                                                                                | May.                                                                                | Jun.                                                                                | Jul.                                                                                | Ago.                                                                                | Sep.                                                                                | Oct.                                                                                | Nov.                                                                                | Dic.                                                                                | Anual                                                                               |
| --- | ----------------------------------------------------------------------------------- | ----------------------------------------------------------------------------------- | ----------------------------------------------------------------------------------- | ----------------------------------------------------------------------------------- | ----------------------------------------------------------------------------------- | ----------------------------------------------------------------------------------- | ----------------------------------------------------------------------------------- | ----------------------------------------------------------------------------------- | ----------------------------------------------------------------------------------- | ----------------------------------------------------------------------------------- | ----------------------------------------------------------------------------------- | ----------------------------------------------------------------------------------- | ----------------------------------------------------------------------------------- |
| Temp. media (°C) | 4.4                                                                                 | 6.2                                                                                 | 8.8                                                                                 | 10.9                                                                                | 14.8                                                                                | 19.4                                                                                | 23.1                                                                                | 22.7                                                                                | 19.5                                                                                | 14.1                                                                                | 8.4                                                                                 | 5.2                                                                                 | 13.1                                                                                |
| Precipitación total (mm) | 81.1                                                                                | 64.0                                                                                | 46.5                                                                                | 55.2                                                                                | 50.5                                                                                | 36.5                                                                                | 15.3                                                                                | 15.2                                                                                | 37.1                                                                                | 61.1                                                                                | 74.0                                                                                | 78.6                                                                                | 615.0                                                                               |
| Fuente: Ministerio de Agricultura, Alimentación y Medio Ambiente. Datos de precipitación para el periodo 1961-2003 y de temperatura para el periodo 1961-2003 en Fonfría (Salto de Castro) |                                                                                     |                                                                                     |                                                                                     |                                                                                     |                                                                                     |                                                                                     |                                                                                     |                                                                                     |                                                                                     |                                                                                     |                                                                                     |                                                                                     |                                                                                     |

## Historia
Los primeros poblamientos del término municipal datarían de época prerromana. Así, la propia toponimia indica que la pedanía de Castro de Alcañices se asienta sobre un antiguo castro prerromano, el cual habría sido reocupado ya en época medieval por las repoblaciones llevadas a cabo en el siglo X por parte de la monarquía leonesa.
En la Edad Media, tras la independencia de Portugal del Reino de León en 1143, Aliste se convirtió en zona de conflicto entre los reinos leonés y portugués. No obstante, a inicios del siglo XIII, la situación quedó resuelta quedando Fonfría de manera definitiva integrado en el Reino de León.
Ya en la Edad Contemporánea, con la creación de las actuales provincias en 1833, Fonfría fue adscrito a la provincia de Zamora, dentro de la Región Leonesa, la cual, como todas las regiones españolas de la época, carecía de competencias administrativas. Un año después quedó integrado en el partido judicial de Alcañices. Asimismo, en torno a 1850, Fonfría pasó a integrar en su término los antiguos municipios de Bermillo de Alba, Brandilanes, Carbajosa y Castro de Alcañices, mientras que en 1973 amplió nuevamente su término al integrar el antiguo municipio de Ceadea (con la excepción de Mellanes, que pasó al municipio de Rabanales).
Fonfría dependió del partido judicial de Alcañices hasta que este fue suprimido en 1983 y sus municipios traspasados para engrosar el partido judicial de Zamora. Tras la constitución de 1978, Fonfría pasó a formar parte en 1983 de la comunidad autónoma de Castilla y León, en tanto localidad de un municipio integrado en la provincia de Zamora.

## Demografía
Cuenta con una población de 763 habitantes (INE 2024).
| Gráfica de evolución demográfica de Fonfría entre 1842 y 2021 |
| |
| Población de derecho según los censos de población del INE Población de hecho según los censos de población del INEEntre el censo de 1857 y el anterior, crece el término del municipio porque incorpora a 495017 (Bermillo de Alba), 495018 (Brandilanes), 495026 (Carbajosa) y 495031 (Castro de Alcañices) Entre el censo de 1981 y el anterior, crece el término del municipio porque incorpora a una parte de 49045 (Ceadea) |

Según el Instituto Nacional de Estadística, Fonfría tenía, a 31 de diciembre de 2018, una población total de 761 habitantes, de los cuales 400 eran hombres y 361 mujeres, repartiéndose entre Fonfría, con 166, Bermillo de Alba con 123, Fornillos de Aliste con 112, Moveros con 89, Ceadea con 88, Castro de Alcañices con 75, Brandilanes con 57 y Arcillera con 51. El Salto de Castro se encuentra deshabitado. Respecto al año 2000, el censo refleja 1189 habitantes, de los cuales 613 eran hombres y 576 mujeres. Por lo tanto, la pérdida de población en el municipio para el periodo 2000-2018 ha sido de 428 habitantes, un 36 % de descenso.

## Economía
Fonfría es un pueblo activo y lleno de vida, especialmente en verano, cuando se llena de turistas y veraneantes. El resto del año es un centro comarcal de importancia media, debido a su posición privilegiada sobre los pueblos de su entorno y por los numerosos servicios con los que cuenta: cinco bares, tienda de alimentación, peluquería, tienda de ropa, taller mecánico y servicio de grúa, cuartel de la Guardia Civil (hogar de numerosas familias pertenecientes a la Benemérita), consultorio médico de atención primaria, farmacia, tres cajas de ahorros (Caja España, Caja Rural y Santander), casa parroquial, centro de día para jubilados (actualmente en fase de apertura), colegio rural agrupado y, además, recientemente se ha construido un albergue de peregrinos debido a que por la localidad discurre el Camino de Santiago, en concreto el Camino Portugués de la Vía de la Plata. Podemos considerar a Fonfría como la capital de la parte oriental de Aliste.

## Administración y política

### Elecciones municipales
El alcalde de Fonfría lo es sin dedicación exclusiva, lo que quiere decir que compatibiliza la alcaldía con otros trabajos, y cobra 440 euros en concepto de asistencia a reuniones (2017).
| Partido político                                              | 2019  | 2019  | 2019       | 2015  | 2015  | 2015       | 2011  | 2011  | 2011       | 2007  | 2007  | 2007       | 2003  | 2003  | 2003       |
| Partido político                                              | %     | Votos | Concejales | %     | Votos | Concejales | %     | Votos | Concejales | %     | Votos | Concejales | %     | Votos | Concejales |
| Partido Popular (PP)                                          | 58,72 | 330   | 4          | 41,95 | 250   | 4          | 52,65 | 308   | 4          | 59,81 | 381   | 6          | 44,41 | 326   | 4          |
| Partido Socialista Obrero Español (PSOE)                      | 23,84 | 134   | 2          | 7,55  | 45    | 0          | 24,27 | 142   | 2          | 27,00 | 172   | 2          | 27,11 | 199   | 3          |
| Ciudadanos (Cs)                                               | 16,01 | 90    | 1          | 22,99 | 137   | 2          | -     | -     | -          | -     | -     | -          | -     | -     | -          |
| Agrupación de Electores Independientes Zamoranos (ADEIZA-UPZ) | -     | -     | -          | 15,10 | 90    | 1          | 20,85 | 122   | 1          | 10,99 | 70    | 1          | 13,49 | 99    | 1          |
| Unión del Pueblo Leonés (UPL)                                 | -     | -     | -          | 10,07 | 60    | 0          | -     | -     | -          | -     | -     | -          | -     | -     | -          |
| Ahora Decide / As                                             | -     | -     | -          | 1,01  | 6     | 0          | -     | -     | -          | -     | -     | -          | -     | -     | -          |
| Zamora Unida (ZU)                                             | -     | -     | -          | -     | -     | -          | -     | -     | -          | -     | -     | -          | 13,76 | 101   | 1          |

## Educación

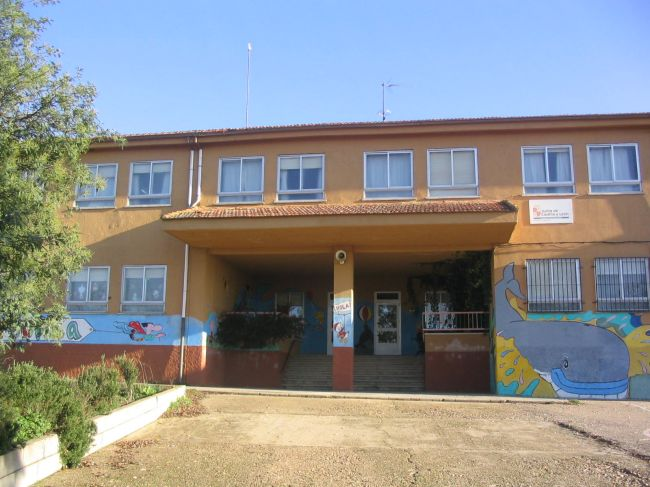
Colegio Rural Agrupado de Fonfría

Fonfría cuenta con el colegio rural agrupado, denominado CRA de Fonfría. Ubicado en la calle del Sierro, comenzó a funcionar el 1 de febrero de 1983, aunque no fue hasta el curso 1994/1995 cuando asumió el rol de colegio rural agrupado. Actualmente, debido a su situación en la unión de las comarcas de Aliste y Alba, asisten a él alumnos de las localidades de Bermillo de Alba, Brandilanes, Castro de Alcañices, Cerezal, Castillo de Alba, Flores de Aliste, Fonfría, Fornillos de Aliste, Gallegos del Río, Lober, Pino del Oro, Puercas de Aliste, Tolilla, Salto de Castro, Samir de los Caños, Valer de Aliste, Vide de Alba, Videmala de Alba, Villaflor y Villanueva de los Corchos.
El centro imparte educación infantil (de 3 a 6 años), educación primaria (de 6 a 12 años) y educación secundaria obligatoria (de 12 a 14 años).

## Cultura

### Patrimonio

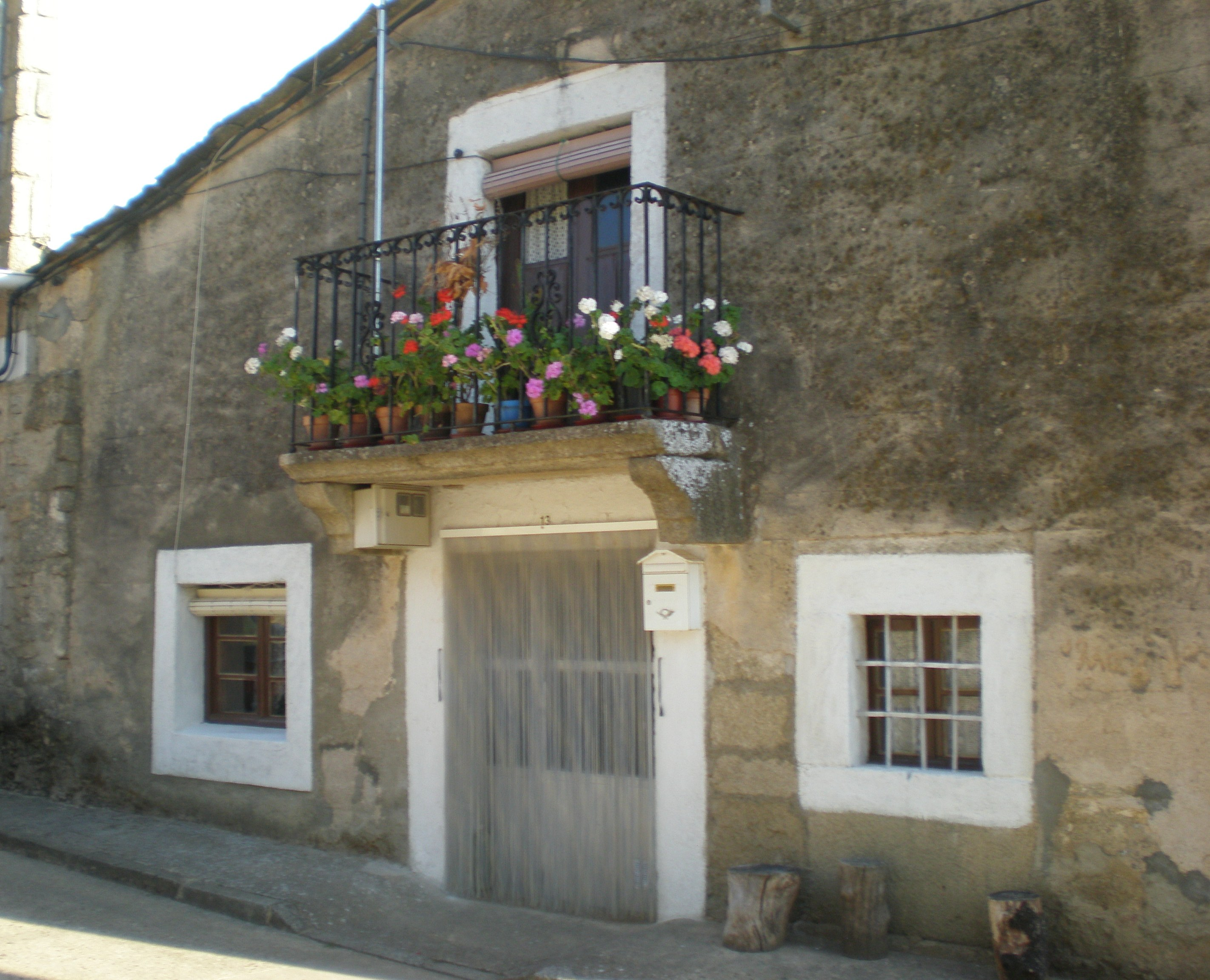
Arquitectura tradicional

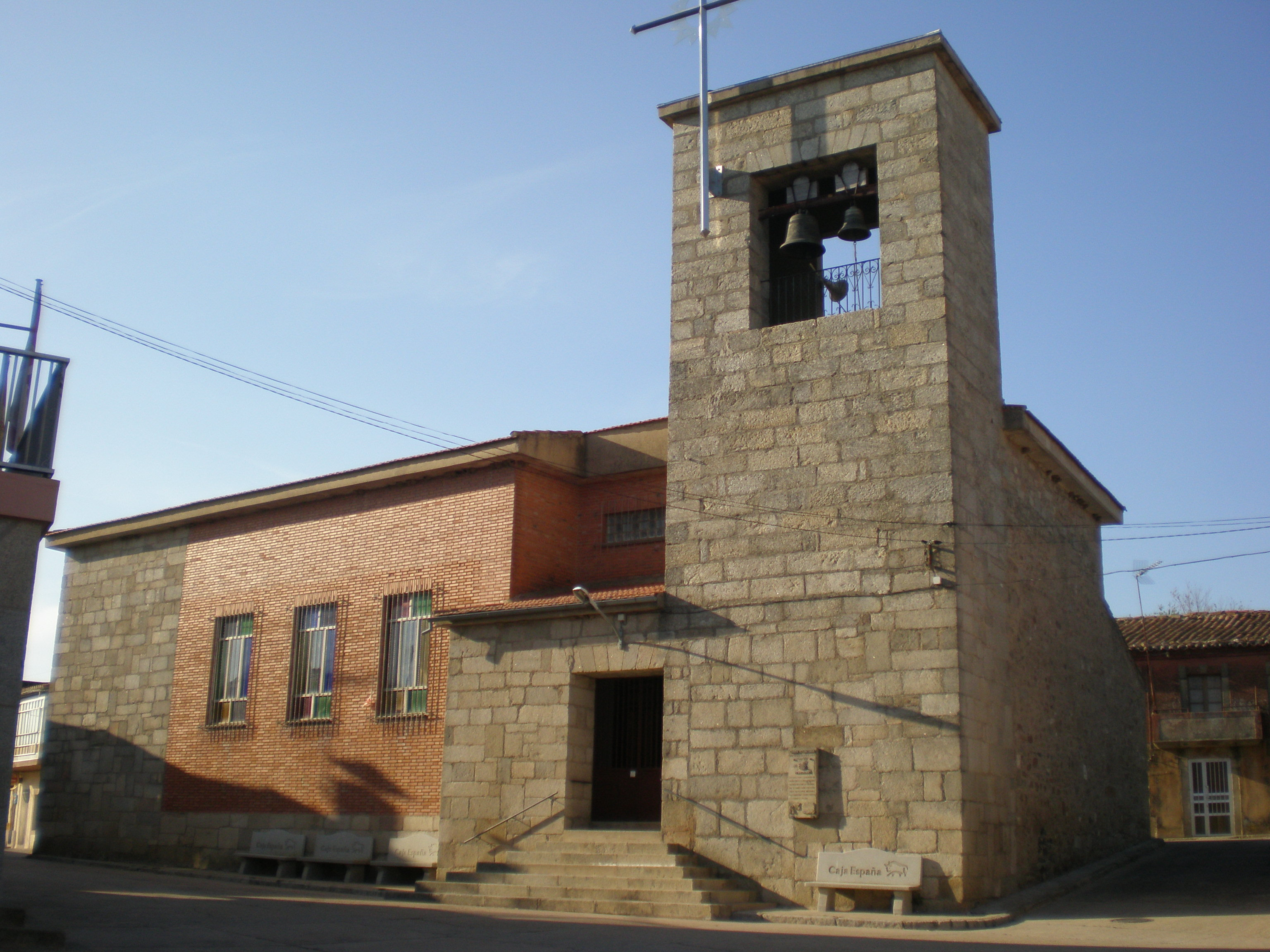
Iglesia de Santa María Magdalena

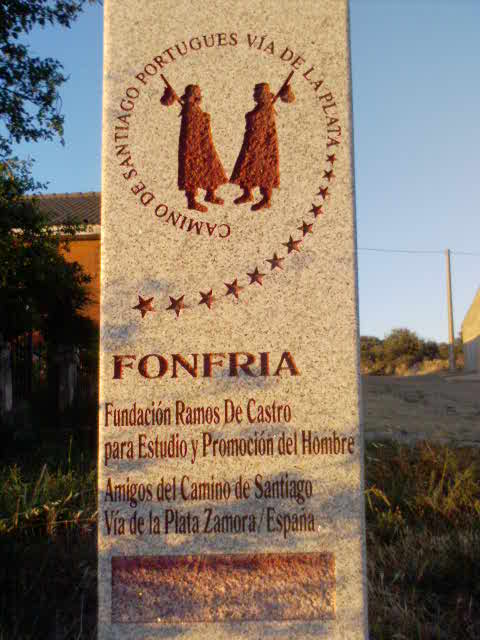
Camino de Santiago Portugués

Fonfría se asienta a lo largo de una ladera y probablemente deba su origen a unos monjes templarios en la Edad Media. En cualquier caso, apenas conserva vestigios del pasado. Su casco urbano conserva en parte su arquitectura tradicional de piedra, con algunas casas declaradas monumento nacional, aunque también cuenta con viviendas modernas, algunas de ellas son grandes residencias veraniegas.
Su centro neurálgico es la plaza Mayor, donde se encuentra la iglesia parroquial de Santa María Magdalena, en su mayoría construida en piedra, que data de 1971. Dentro del templo se pueden contemplar diferentes obras que le confieren un carácter sobrio propio de estas tierras. En primer lugar, y sobre el presbiterio, se alzan la figura del Crucificado y la de Santa María Magdalena. En la nave lateral se encuentran las imágenes de la virgen del Rosario, San Antonio Abad, El Corazón de Jesús, San José y, al fondo, la de San Isidro Labrador, objetos todas ellas de un gran fervor popular. En dicha iglesia se guardan también dos importantes obras de arte en plata: la cruz procesional y una custodia, talladas en el siglo XVIII por el insigne orfebre Pedro Bello. Son llamativas sus tres grandes vidrieras multicolores, que alegran el templo durante las horas de sol.
Otro edificio emblemático de la plaza Mayor es su Ayuntamiento. Construido en tres plantas, con cinco arcos que sujetan un imponente balcón, cuenta con una fachada en parte de piedra y el tradicional techo de pizarra. Es la sede del gobierno municipal, aunque también se usa para actividades sociales, culturales y de servicios como el de biblioteca.
Al norte de la localidad se puede visitar una zona llamada "El Poblado", que construyó Iberduero para alojar a los trabajadores durante la construcción del Salto de Castro. En él todavía se aprecian los restos de las viviendas de los obreros, y, sobre todo, el frontón (aún en uso), diversas canchas deportivas e incluso una piscina.
Por Fonfría pasa el denominado Camino de Santiago Portugués que tras haber dejado atrás la localidad de Bermillo de Alba, se adentra en el municipio de Fonfría y continúa en dirección a Fornillos de Aliste.

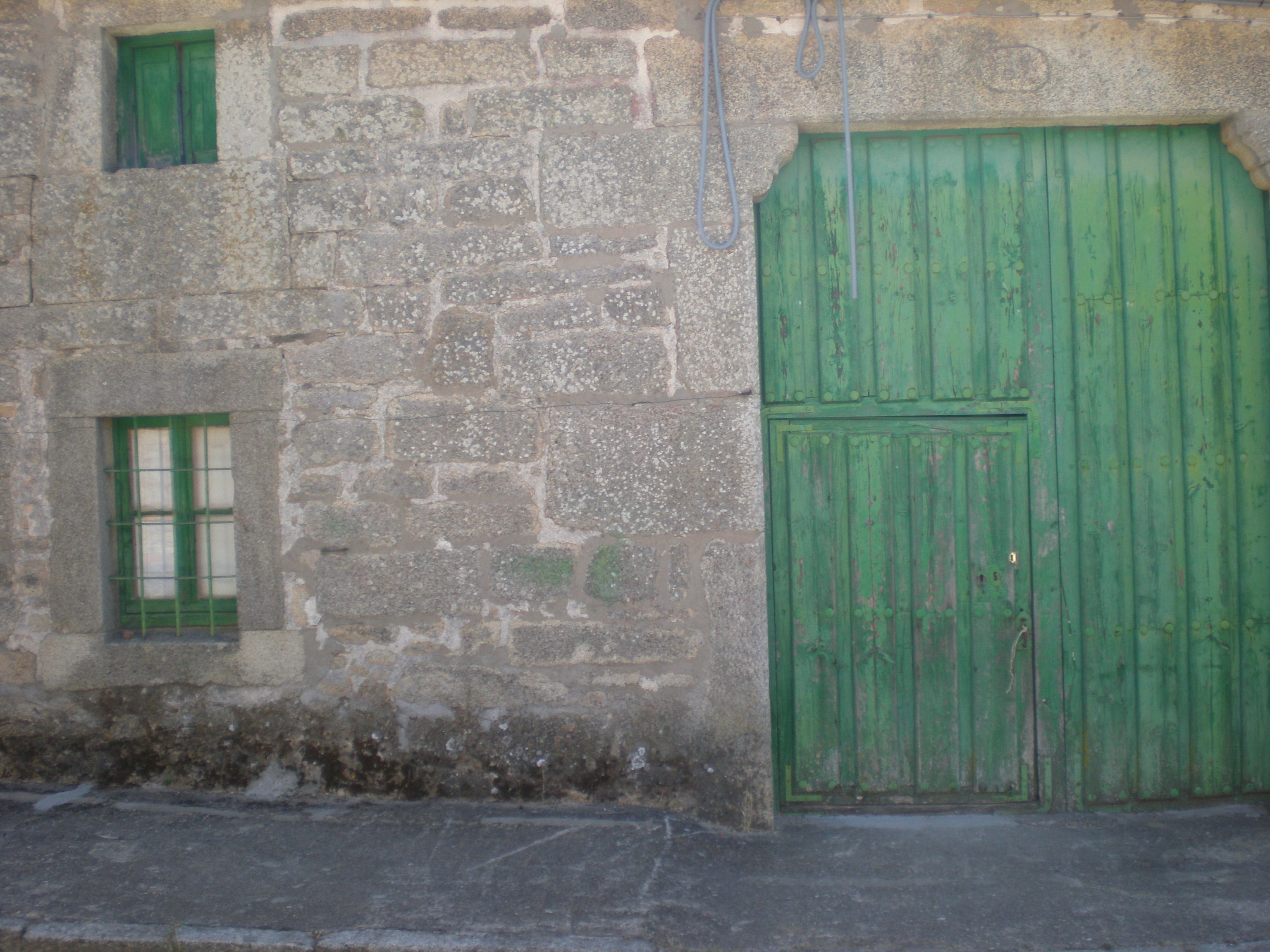
Portalada, 1895
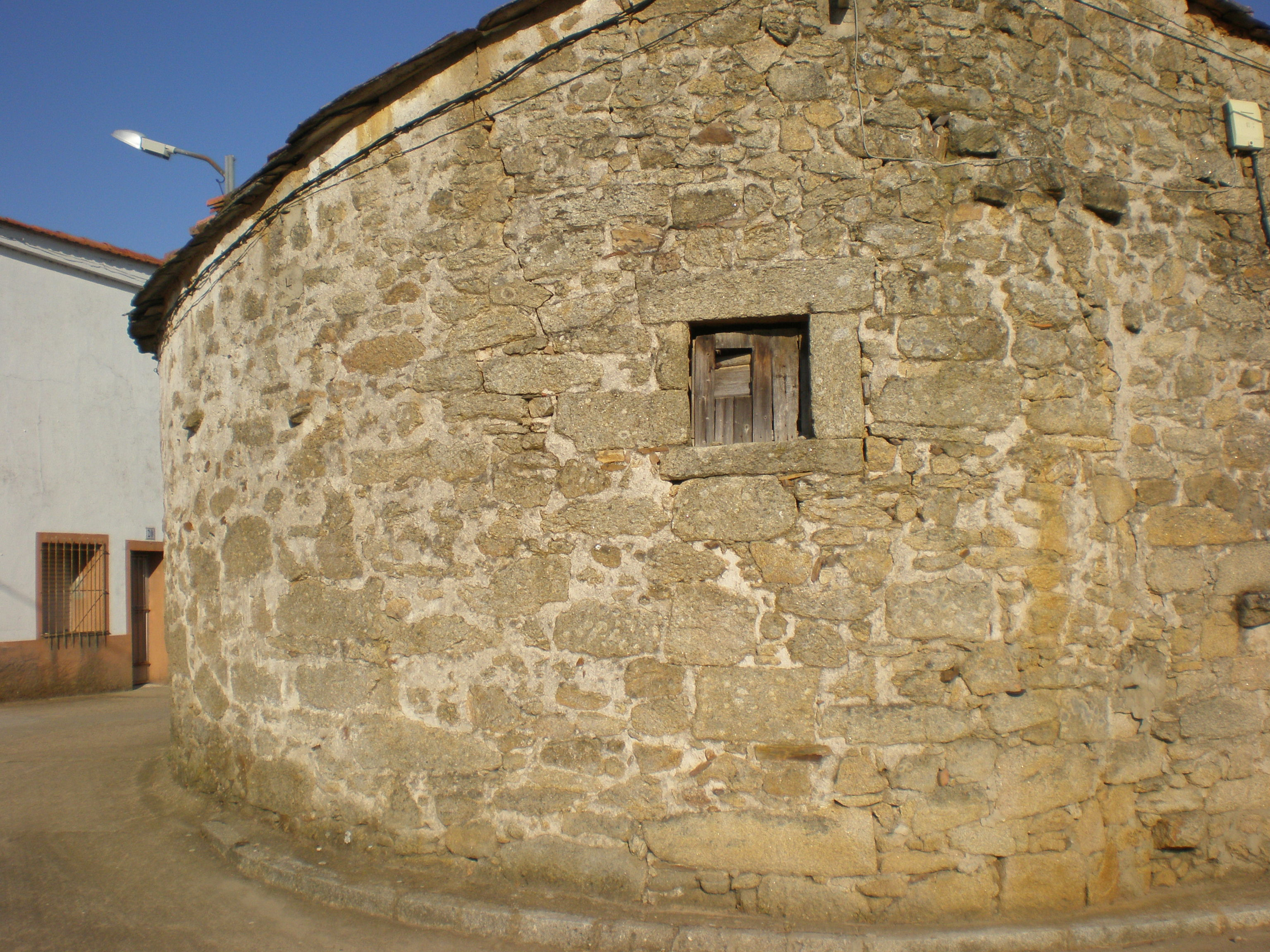
Cuadra circular
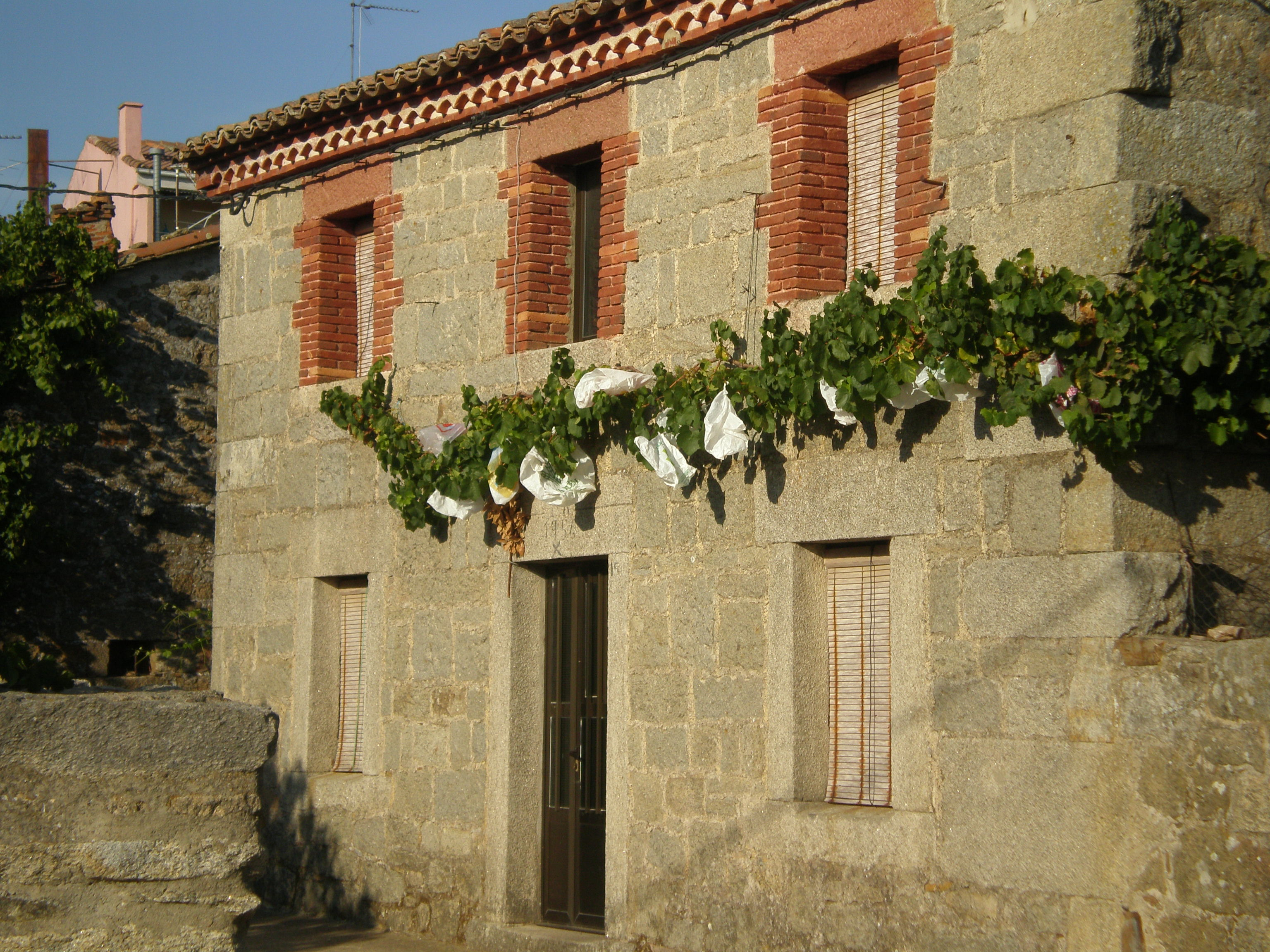
Vivienda, 1956
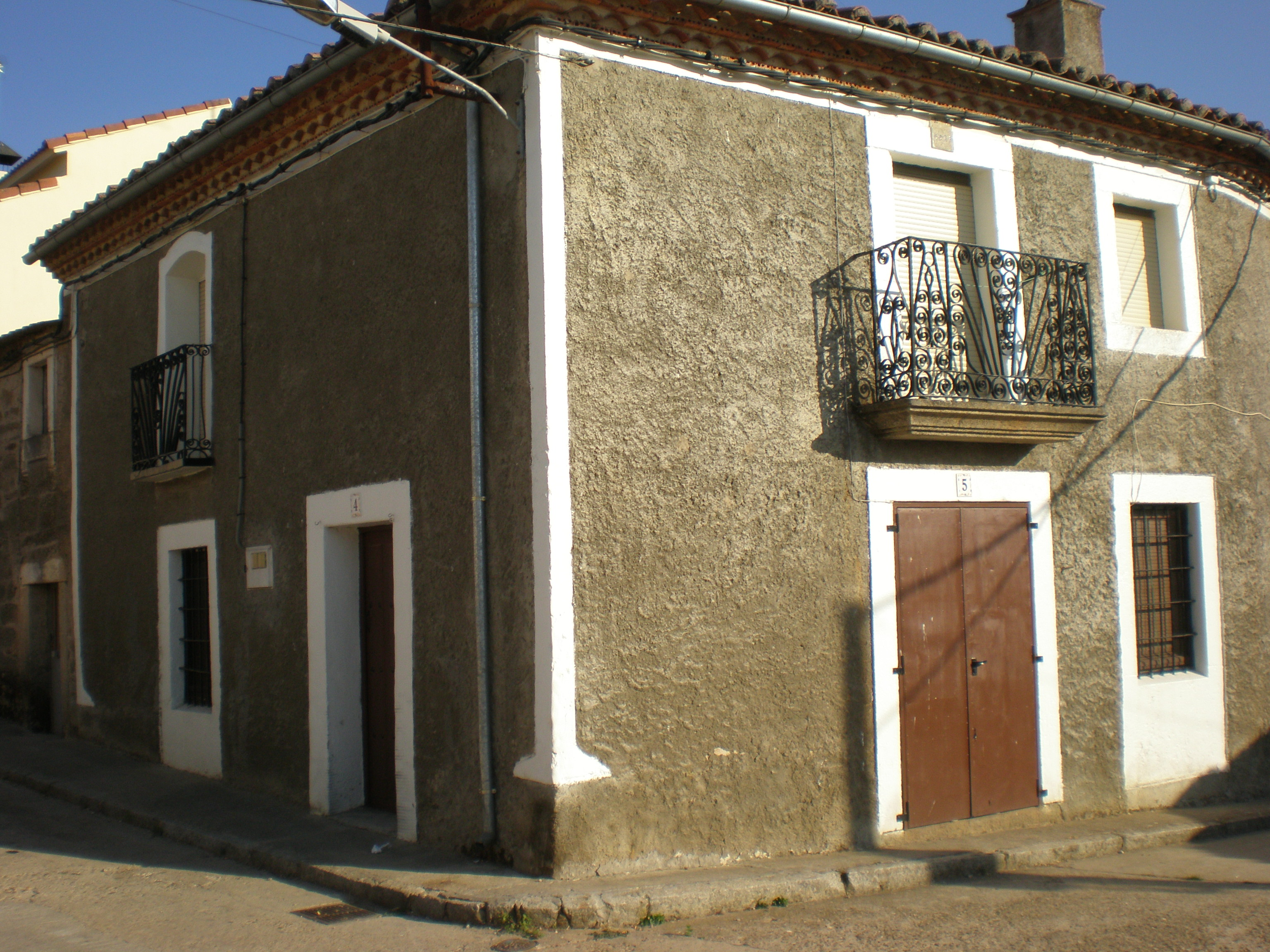
Vivienda doble, 1929

### Fiestas

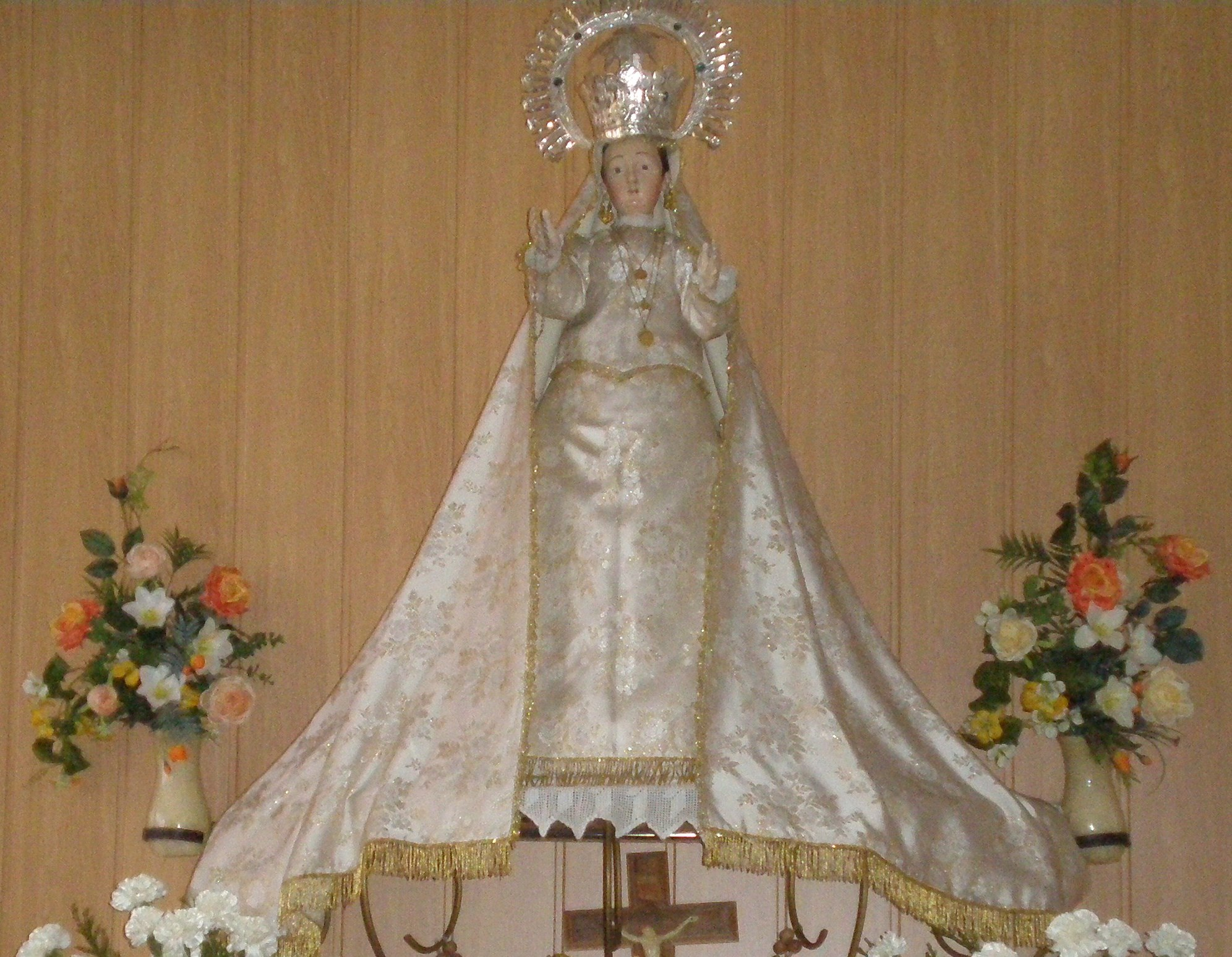
Virgen del Rosario

Si por algo se distingue Fonfría es por su gran cantidad de días festivos distribuidos a lo largo de todo el año. Entre ellos la de San Antonio Abad el 17 de enero —con la tradicional bendición de los animales—, San Isidro Labrador el 15 de mayo —con la bendición de los campos—, Corpus Christi con la primera comunión de los niños y los dibujos florales por las calles del pueblo. El 7 de octubre, día de la Virgen del Rosario, aparte de la misa, los cazadores ofrecen al pueblo una comida.
Mención aparte tienen las fiestas patronales que en agosto se celebran en honor a Santa María Magdalena, junto con la misa en honor a San Antonio. Son días de una gran afluencia de gentes venidas de toda la comarca, en los que se celebran los tradicionales juegos de tajuela, frontón y numerosos concursos infantiles, de disfraces o de tortillas. El pueblo disfruta con la presencia de grupos teatrales, humoristas, grupos de danza, charangas, la tradicional sardinada y orquestas de gran prestigio.
La Semana Santa es también una de las fiestas tradicionales de Fonfría. Son días de numerosos oficios religiosos y procesiones, entre las que destacan:
- Domingo de Ramos: Sencilla procesión de la Virgen y de Jesús en su entrada triunfal en Jerusalén, acompañados por los fieles, portadores de ramas de laurel.
- Viernes Santo: Rezo del Vía Crucis por las calles del pueblo a medianoche. Ese día se lleva a hombros al Crucificado y la Soledad lo acompaña a cierta distancia vestida de riguroso luto, con un manto de terciopelo bordado en oro. El coro entona versos tradicionales propios de Fonfría y los fieles portan velas.
- Domingo de Pascua: Salen a la vez de la iglesia las imágenes de la Soledad —aún de luto— y del Resucitado. La Soledad recorre la plaza Mayor y el Resucitado se dirige por la calle tras la iglesia hacia la plaza del General Mola, donde ambos se encuentran. Allí se hacen las tres venias como manda la tradición y se le quita el luto a la Virgen, que se queda de blanco.